# Louredo (Vieira do Minho)
Louredo ist eine Gemeinde im Norden Portugals.
Louredo gehört zum Kreis Vieira do Minho im Distrikt Braga, besitzt eine Fläche von 7,6 km² und hat 394 Einwohner (Stand 19. April 2021).